# جي بي دي والوني 2015
جي بي دي والوني 2015 (بالفرنسية: Grand Prix de Wallonie 2015)‏ هو سباق دراجات هوائية، وهو الموسم رقم 56 من السباق، وأقيم في 16 سبتمبر 2015، وامتدّ لمسافة 198.2 كيلومتر، وهو أحد سباقات طواف أوروبا للدراجات 2015، وهو من نوع سباق يوم واحد، وهو من نوع سباق الدراجات، وقد شارك في السباق 145 متسابقاً ووصل إلى نهايته 100 متسابقاً.
فاز فيه بالمركز الأول ينس ديبوشار، وبالمركز الثاني يان باكيلانتس، وبالمركز الثالث كريستوف لابورت.

## الفائزون
| الترتيب | الفائز         |
| ------- | -------------- |
| الفائز  | ينس ديبوشار    |
| الثاني  | يان باكيلانتس  |
| الثالث  | كريستوف لابورت |

## وصلات خارجية
- لمحة عن سباق جي بي دي والوني 2015 على موقع  ProCyclingStats   (برو  سايكلنج  ستاتس) - إحصاءات  محترفي  الدراجات.
- جي بي دي والوني 2015 على موقع إحصائيات الدراجات الإحترافية (الإنجليزية)